# Acabaria dakini
Acabaria dakini is een zachte koraalsoort uit de familie Melithaeidae. De koraalsoort komt uit het geslacht Acabaria. Acabaria dakini werd in 1928 voor het eerst wetenschappelijk beschreven door Thorpe. 